# Гилин, Димитр
Димитр Ангелов Гилин (болг. Димитър Ангелов Гилин; 12 октября 1899, Брацигово — 18 января 1975, София) — болгарский коммунистический генерал, первый командующий внутренними войсками НРБ. Участник антинацистского партизанского Сопротивления. Один из руководителей подавления Горянского движения.

## В компартии и восстании
Отцом Димитра Гилина был Ангел Николов Гилин — организатор местной марксистской ячейки, друг и соратник Димитра Благоева. С 19-летнего возраста Димитр Гилин состоял в Болгарской компартии.
Активно участвовал в Сентябрьском восстании 1923. Сражался в партизанском отряде, был заочно приговорён к смертной казни. Бежал в Грецию.

## Эмиграция в СССР. Во Второй мировой войне
Через Югославию, Австрию и Польшу в 1924 Гилин перебрался в СССР. Учился на экономиста, окончил МГУ и ЛИНХ. Работал на строительстве Комсомольска-на-Амуре. Носил имя Дмитрий Ангелович Гилевич. В 1925—1944 был членом ВКП(б).
В мае 1944 в составе парашютной группы Димитр Гилин был переброшен в распоряжение НОАЮ (перед вылетом посетил в кремлёвской больнице Георгия Димитрова). Участвовал в формировании на югославской территории болгарских коммунистических вооружённых сил. Воевал в Болгарии в качестве политкомиссара партизанской бригады. С сентября 1944 участвовал в войне против Германии.

## Генерал войск НРБ
С 1946 Димитр Гилин служил в вооружённых силах НРБ. Его военной специализацией являлась охрана государственной границы и поддержание внутреннего порядка. Он возглавлял пограничное училище Хаджи Димитр, был главным инспектором погранвойск. В звании генерал-майора стал первым командующим внутренними войсками.
В этом качестве генерал Гилин принимал руководящее участие в подавлении антикоммунистического Горянского движения. В частности, Гилин курировал ликвидацию анархистской партизанской группы Христо Несторова, отчёт о которой был подан за его подписью (несмотря на то, что при столкновении тысячи военных, милиционеров и партийных активистов с четырьмя анархистами двое последних сумели уйти, Гилин считал операцию однозначно успешной, поскольку в бою погиб командир Несторов).
Генерал Гилин — автор мемуарных произведений «Комунисти», «На война», ряда других публикаций, занимавших видное место в пропаганде БКП.

## Семейная связь с СССР и Россией
Димитр Гилин был женат на гражданке СССР Татьяне Боровиковой. Его сын Димитр — он же Дмитрий Дмитриевич Гилевич — профессор МАИ являлся главным конструктором Тураевского машиностроительного бюро «СОЮЗ» (ТМКБ «СОЮЗ»), внёс большой вклад в разработку сверхзвуковых прямоточных воздушно-реактивных двигателей (СПВРД), гиперзвуковых прямоточных воздушно-реактивных двигателей (ГПВРД), а также ЖРД. Его дочь Гилеевич Евгения Дмитриевна, микробиолог.

## Награды
- орден "За храбрость" 4 ст. (НРБ)
- орден Отечественной войны 2 степени (СССР, 1945)